# Syriens riksvapen
Syriens riksvapen består av en gyllene örn (heraldisk), krönt av tre femuddiga stjärnor i en båge ovanför huvudet. Örnen har 14 vingfjädrar, som symboliserar landets 14 provinser och fem stjärtfjädrar för Syriens regioner. Stjärnorna är tagna från den syriska flaggan. Den nationella symbolen uppdaterades vid ett evenemang som hölls den 3 juli 2025 för att modernisera Syriens identitet.

## Tidigare vapen
Under lång tid bestod riksvapnet innan av en gyllene falk som anses vara en symbol för den stam som den islamiske profeten Muhammed tillhörde. Falken visar en vapensköld med Syriens flagga på bröstet och håller ett band med statens namn.
Syrien hade haft samma falk som burit en vapensköld på samma sätt från 1930-talet och fram till 2025. Ett undantag utgjordes åren 1958-1961 då Saladins örn användes istället i en tänkt union med Egypten. 1961 återgick Syrien till samma falk igen.
Falken har ändrat färg under årens lopp liksom vapenskölden. 1963 ändrades färgerna på vapenskölden då Syriens flagga hade fått andra färger. Bården på vapenskölden ändrades från grönt till rött och de röda stjärnorna blev gröna för att stämma med den ändrade flaggan. 1972 ändrades falken så den blev vit och guldfärgad. Vapenskölden blev guldfärgad och saknade symboler. Denna version var en enhetlig version som även Libyen och Egypten använde samtidigt. 1980 ändrades falken så den blev helt guldfärgad istället. Vapenskölden fick nu samma färger som Syriens dåvarande flagga och blev därför röd, vit och svart samt fick två gröna stjärnor helt enligt den dåvarande flaggan. 2024 ändrades det igen och denna gång var det först och främst vapenskölden som ändrades genom att det röda fältet ersattes det ett grönt fält och de två gröna stjärnorna ersattes med tre röda, detta enligt den flagga som hade ersatt den förra.

1945–1958
1958–1961
1961–1963
1963–1972
1972–1980
1980–2024
2024–2025 version 1
2024–2025 version 2
2024–2025 version 3
2024–2025 version 4
2024–2025 version 5